# Portland (Arkansas)
Portland város az USA Arkansas államában, Ashley megyében. Lakosainak száma 325 fő (2020. április 1.).

## Népesség
A település népességének változása:

| 2010 | 430 |
| 2020 | 325 |